# Шнайдер-Сенюк Марія Несторівна
Марія Несторівна Сенюк, у шлюбі Шна́йдер-Сенюк (нар. 9 червня 1936, Коблин, пом. 17 березня 2025) — українська художниця килимів і тканин. Членкиня Спілки художників України з 1971 року, заслужений художник України з 1992 року, дипломантка Міністерства культури і мистецтв України та Національної спілки художників України (2001).

## Біографія
Народилася 9 червня 1936 року в селі Коблині (тепер Млинівського району Рівненської області України). Закінчила семирічну школу, у 1956 році — Львівське училище прикладного та декоративного мистецтва, у 1961—1963 роках навчалася у Львівському інституті прикладного та декоративного мистецтва.
Дружина майстра декоративного мистецтва Бориса Шнайдера.
Марія Шна́йдер-Сенюк померла 17 березня 2025 року.

## Творчість
Гобелени:
- «Рідний край» (1978);
- «Дніпрові заплави» (1980—1982, у співавторстві з Б. Л. Шнайдером);
- «Неначе писанка село» (1984);
- «Земля в яблуках» (1985);
- «Гармонія» (1986);
- «Пейзаж з озером» (1987);
- «Пастораль» (1988);
- «Увійдіть до храму» (1988);
- «Тиха музика», диптих (1988);